# Joan Coloma i Enríquez
Joan Coloma i Enriquez (1591 - 1638). III Comte d'Elda. Noble i militar valencià.
Es va formar en les armes al costat del seu pare, Antoni Coloma i Saa, i el seu oncle Carles, a Portugal i Flandes. Va casar amb Guiomar Fernández d'Espinosa i de Saa l'any 1613 amb qui va tenir tres fills: Juan Andrés, qui va heretar el títol, Cristòbal que va arribar a ser membre del Consell d'Estat i Carles, oïdor de la Reial Audiència de València.
Va accedir al títol en 1619 incorporant-se a l'entorn del Rei i havent d'enfrontar-se a una greu situació econòmica al Comtat a conseqüència de l'expulsió dels moriscs i que va acabar amb la intervenció de la Corona en 1621 per garantir els pagaments i el sosteniment de la família, situació que es va temperar dos anys més tard.
La millora econòmica li va permetre en 1628 realitzar una oferta a Felip IV de Castella per adquirir el Senyoriu de Saix i arrabassar-lo al marquès de Villena, confrontant amb les seves possessions, però finalment la resistència dels habitants i el pagament d'una important suma a l'erari real va evitar el canvi. En 1630 va ser nomenat virrei de Sardenya.